# 열역학 사이클
열역학 사이클(thermodynamic cycle)은 열역학적인 시스템이 일정한 과정을 거치면서 다시 원래의 상태로 돌아오는 사이클을 말한다. 이러한 사이클은 일반적으로 열기계적 엔진, 냉각기, 열 펌프 등에서 사용된다. 열역학 사이클은 일반적으로 4가지 과정으로 이루어져 있으며, 다음과 같다.
- 압축 과정(Isentropic compression): 시스템 내의 물질을 압축하는 과정에서 열이 발생한다. 일반적으로 고정된 온도에서 일어나는 현상이다.

- 가열 과정(Constant volume heating): 시스템 내의 물질을 고정된 부피에서 가열한다. 이때 압력과 온도가 증가한다.

- 팽창 과정(Isentropic expansion): 시스템 내의 물질을 팽창시키는 과정에서 열이 흡수된다. 이 역시 일반적으로 고정된 온도에서 일어난다.

- 냉각 과정(Constant volume cooling): 시스템 내의 물질을 고정된 부피에서 냉각한다. 이때 압력과 온도가 감소한다.

열역학 사이클은 일정한 과정을 거친 후, 시스템이 초기의 상태로 되돌아오는 특징을 가지고 있다. 이를 이용하여 일정한 열효율을 유지하는 시스템을 만들 수 있다. 일반적으로 이러한 사이클은 Carnot cycle, Brayton cycle, Rankine cycle 등으로 구성된다.

## 같이 보기
- 엔트로피
- 압력-부피 그림